# Vaixells dels filòsofs
Vaixells dels filòsofs (rus: филосо́фский парохо́д filossófski parokhod) és el nom col·lectiu per als vaixells que transportaren intel·lectuals expulsats de la Rússia soviètica el 1922.
La tasca principal del transport estigué a càrrec de dos vaixells alemanys, l'Oberbürgermeister Haken i el Preußen, que transportaren més de 160 intel·lectuals russos expulsats al setembre i novembre de 1922, des de Petrograd a Stettin a Alemanya (ara a Polònia). Les tres llistes de detenció van incloure 228 persones, 32 d'elles estudiants.
El 1923 altres intel·lectuals van ser transportats per tren a Riga (Letònia) o en vaixell des d'Odessa a Constantinoble.

## Alguns dels expulsats
- Nikolai Berdiàiev
- Nikolai Losski
- Serguei Bulgàkov
- Ivan Ilín
- Semion Frank
- Fiódor Stepun
- Iuli Aikhenvald
- Lev Karsavin
- Mikhaïl Ossorguín
- Aleksandr Kizevétter
- Pitirim Sorokin
- Vladímir Abrikóssov
- Abram Saulóvitx Kagan (professor universitari / editor, pare de l'arquitecte Anatol Kagan)